# 高橋英吉 (彫刻家)
高橋 英吉（たかはしえいきち、1911年4月13日 - 1942年11月2日）は日本の彫刻家。宮城県石巻市出身。
東京美術学校（現東京芸術大学）で木彫を学び、文展（現・日展）を中心に活躍した。「黒潮閑日」「潮音」「漁夫像」の《海の三部作》などにより将来を嘱望されたが兵役に就き、1942年にガダルカナル島の戦いで死亡した。

## 生涯
1911年4月13日、宮城県牡鹿郡石巻町（現・石巻市）湊本町に生まれる。生家は遠洋漁業や缶詰工場を経営する網元であった。1924年、旧制石巻中学（現・宮城県石巻高等学校）に入学。
1931年、東京美術学校彫刻科木彫部に入学する。1936年同校を卒業すると、研究科に進み、文部省美術展覧会（現・日展）に「少女像」を出展し、入選する。しかし、翌1937年に研究科を中退、南氷洋へ向かう捕鯨船乗組員となる。
1938年から3回続けて新文展（第2回 - 第4回）に作品を出展、入選（第2回・『黒潮閑日』）、特選（第3回・『潮音』）各1回という成績を残し、1941年（第4回）には文展無鑑査として「漁夫像」を出品した。
1940年に結婚し、翌1941年に長女・幸子が誕生した。しかし、同年に応召し、仙台「勇1301部隊」（歩兵第4連隊）に入隊、太平洋戦争の始まった12月に出征する。1942年11月2日、ガダルカナル島のマタニカウ川攻防戦において戦死した。

## 没後
終戦後、出身地の石巻において顕彰活動がおこなわれた。作品集『青春の遺作 高橋英吉 人と作品』の刊行、長らく行方不明になっていた『潮音』（鳥取県境港市で発見）の返還、戦死したガダルカナル島と生地石巻市でのブロンズ像の建立、長編ドキュメンタリー映画『潮音 ある愛のかたみ』（英吉役を江藤潤が演じた）制作などの成果を上げる。活動はサントリー地域文化賞を受賞するなど高く評価された。
英吉の主要作品は石巻文化センター（石巻市南浜町）に収蔵されていたが、2011年3月11日に発生した東日本大震災の津波で同センターが被災した。その後、作品群は修復され、宮城県美術館や国立西洋美術館に一時保管されていたが、2021年11月に開館した石巻市博物館内の「高橋英吉作品展示室」で常設展示されることとなり、以後映画上映や講演会など顕彰活動が続けられている。

## 代表的な作品
- 『蛇と蛙』（1931年）
- 『蛙』（1933年）
- 『牛』（1935年）
- 『少女像』（1936年）
- 『黒潮閑日』（1938年）
- 『潮音』（1939年）
- 『少女と牛』（1939年）
- 『漁夫像』（1940年）
- 『母子像』（1941年）
- 『釈迦如来座像』（1941年）
- 『不動明王』（1942年）絶作（輸送船の中で流木を彫刻）

## 主な作品収蔵先
- 石巻市博物館
- 宮城県美術館
- 戦没画学生慰霊美術館 無言館 『竹の子』を常設展示（館主の窪島誠一郎は戦時中に石巻市に疎開していた）
- 宮城県石巻高等学校 が所有する『聖観音立像』を同校図書室にて保管・展示していたが、現在は石巻市博物館に貸与中
- 長嘨山慈恩院（石巻市吉野町）『阿弥陀如来尊像』

## 主な展覧会
- 1980年 - 高橋英吉展（石巻市立図書館）
- 2010年 - 永遠の想い～英吉・幸子父娘展（石巻文化センター）
- 2013年 - 高橋英吉展（宮城県美術館）
- 2016年 - いま、被災地から～岩手・宮城・福島の美術と震災復興展（東京藝術大学大学美術館）

## 関連映画・テレビ番組
- 『潮音 ある愛のかたみ』（1984年、片桐直樹監督、青銅プロダクション）
- 故郷の海を彫った男　石巻の彫刻家・高橋英吉 （2013年、NHK「日曜美術館」）